# Poslední mohykán
Poslední mohykán je česká filmová komedie z roku 1947 natočená režisérem Vladimírem Slavínským. Předlohou byla divadelní hra Poslední muž od F. X. Svobody.

## Obsah
Zámožný obchodník se starožitnostmi Kohout si velmi zakládá na disciplíně a tyranizuje tím celou rodinu. Teprve nedobrovolný pobyt v psychiatrické léčebně ho přivede k rozumu. Starožitník Kohout není zlý, doma však chce být neomezeným pánem. Nevidí proto přání své ženy, ani že si dcera Helena našla ženicha, druhá dcera se zamilovala a syn je vášnivý plavec. Chtěl by řídit jejich život podle svých staromódních představ. Zdenčin nápadník, inženýr Bečvář, však léčkou pronikne do Kohoutovy přízně, když tvrdí, že chce o jeho výchovných metodách napsat knihu. Starožitník mu dokonce sám nabídne Zdenčinu ruku. Do děje navíc vstupuje Kohoutův bratr lesník, který přijíždí na návštěvu, právě když se starožitník ocitá vlastní vinou nejprve v cirkusové manéži, a poté na psychiatrii. S jeho pomocí Bečvář dokončí svůj plán, když navrhne, aby si bratři vyměnili role, a starožitník tak mohl vidět, jak to doma chodí, když není doma. A tak rodina považuje otce za milého strýčka a stěžuje si mu na jeho chování.

## Obsazení
| Jaroslav Marvan    | starožitník Bořivoj Kohout / lesník Jaroslav Kohout, Bořivojův bratr |
| Meda Valentová     | Kohoutová, Bořivojova žena                                           |
| Soňa Červená       | PhDr. Helena Kohoutová, Bořivojova dcera                             |
| Dagmar Frýbortová  | Zdeňka Kohoutová, Bořivojova dcera, absolventka Umprum               |
| Jaroslav Mareš     | Ing. Jaroslav Kohout, Bořivojův syn                                  |
| Eman Fiala         | Antonín, Bořivojův pomocník                                          |
| František Hanus    | Ing. Karel Bečvář, Zdeňčin snoubenec                                 |
| Oldřich Slaný      | Dr. Marek, Helenin snoubenec                                         |
| Blažena Slavíčková | služebná Baruška                                                     |
| Jaroslav Seník     | profesor                                                             |
| Ota Motyčka        | ošetřovatel Petr                                                     |
| Erik Zámiš         | simulant Viktor                                                      |
| Bedřich Vrbský     | ředitel cirkusu                                                      |
| Alena Kreuzmannová | oktavánka Tonča Vacková                                              |
| Josef Chvalina     | zřízenec v cirkuse                                                   |
| František Stach    | lékař v sanatoriu                                                    |
| Antonín Jirsa      | zřízenec v sanatoriu                                                 |
| F. X. Mlejnek      | zřízenec v sanatoriu                                                 |
| Václav Trégl       | zřízenec v cirkuse                                                   |
| Valja Petrová      | žena se psem                                                         |
| Olga Příhodová     | žena s kočkou                                                        |
| Josef Steigl       | kočí                                                                 |
| Karel Effa         | přihazovatel                                                         |
| Rudolf Princ       | jednatel spolku                                                      |
| Jiří Vondrovič     | člen výboru spolku                                                   |

## Zajímavosti
- Od své premiéry v září 1947 až do 31. srpna 1976, kdy byl stažen z distribuce, vidělo film v českých kinech v rámci 23 506 představení celkem 4 726 068 diváků.[1]
- Ve filmu zazní ukolébavka „Schlafe, mein Prinzchen“ v české verzi „Princi můj maličký spi“, jejíž text napsal Václav Renč. Hudbu ukolébavky složil Wolfgang Amadeus Mozart.